# Belbeuf
Pour les articles homonymes, voir Belbeuf (homonymie).
Belbeuf est une commune française située dans le département de la Seine-Maritime en région Normandie.

## Géographie

### Localisation
À 10 km du centre de Rouen et moins de 130 km de Paris, Belbeuf fait partie de la Métropole Rouen Normandie.
Belbeuf est une commune rurale située en marge de la route nationale de Rouen à Paris par Pontoise, qui se compose de l'agglomération principale sise sur le plateau et de l'ancienne paroisse de Saint-Crespin du Becquet qui, fondue avec l'actuel hameau de Saint-Adrien, est en bordure de la Seine.
| Amfreville-la-Mi-Voie    | Le Mesnil-Esnard | Franqueville-Saint-Pierre |
| Saint-Étienne-du-Rouvray | Belbeuf          | Saint-Aubin-Celloville    |
|                          | Gouy             |                           |

### Hydrographie
La commune est située dans le bassin Seine-Normandie. Elle est drainée par la Seine, un bras de la Seine et divers autres petits cours d'eau,.
La Seine, qui prend sa source à Source-Seine, en Côte-d'Or, sur le plateau de Langres, traverse le département avec de larges méandres sur son flanc sud et se jette dans la Manche entre Le Havre et Honfleur. 

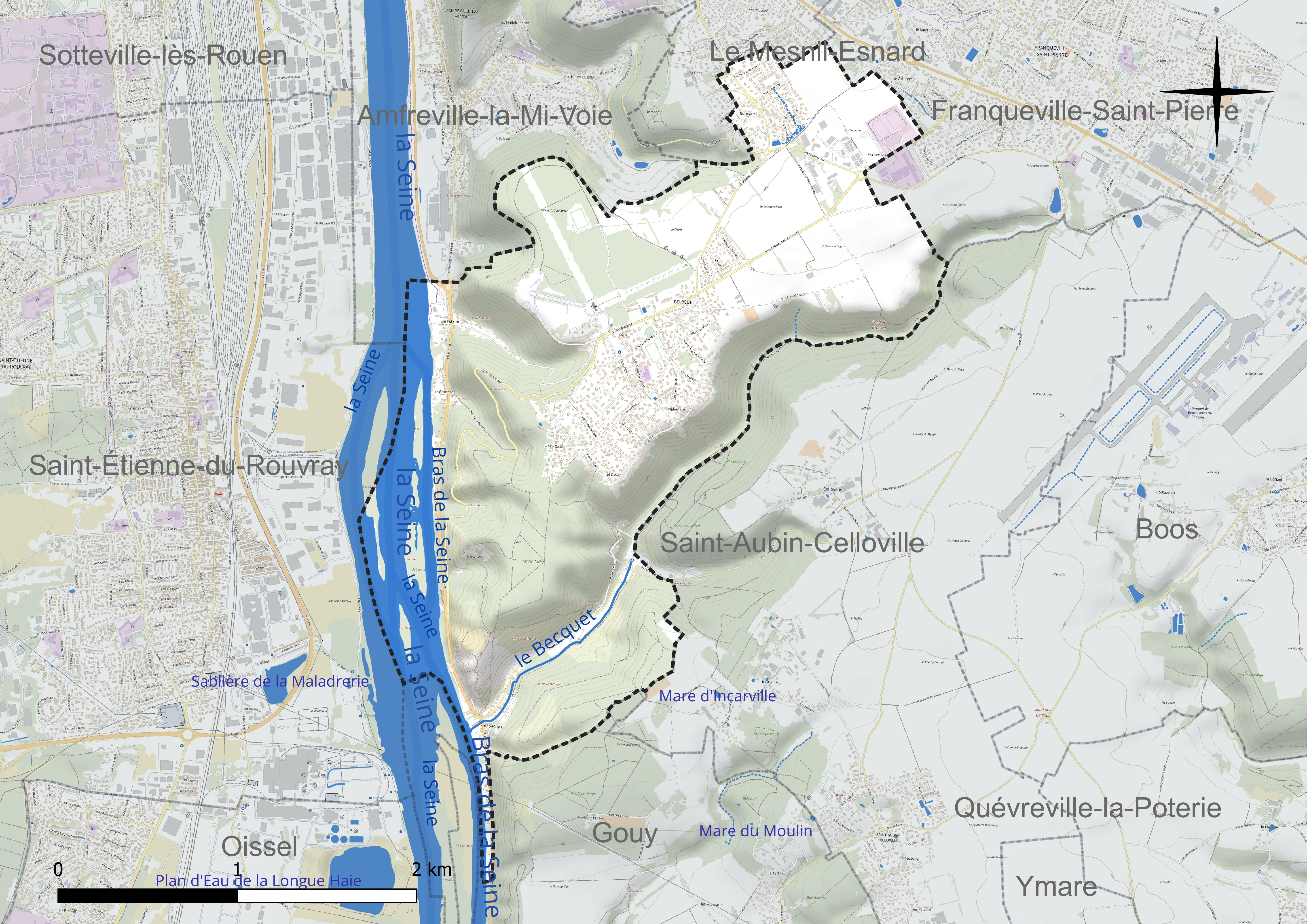
Réseau hydrographique de Belbeuf.

### Climat
Pour des articles plus généraux, voir Climat de la Normandie et Climat de la Seine-Maritime.
En 2010, le climat de la commune est de type climat océanique dégradé des plaines du Centre et du Nord, selon une étude du CNRS s'appuyant sur une série de données couvrant la période 1971-2000. En 2020, Météo-France publie une typologie des climats de la France métropolitaine dans laquelle la commune est exposée à un climat océanique et est dans la région climatique Côtes de la Manche orientale, caractérisée par un faible ensoleillement (1 550 h/an) ; forte humidité de l’air (plus de 20 h/jour avec humidité relative > 80 % en hiver), vents forts fréquents. Parallèlement le GIEC normand, un groupe régional d’experts sur le climat, différencie quant à lui, dans une étude de 2020, trois grands types de climats pour la région Normandie, nuancés à une échelle plus fine par les facteurs géographiques locaux. La commune est, selon ce zonage, exposée à un « climat contrasté des collines », correspondant au Pays d’Auge, Lieuvin et Roumois, moins directement soumis aux flux océaniques et connaissant toutefois des précipitations assez marquées en raison des reliefs collinaires qui favorisent leur formation.
Pour la période 1971-2000, la température annuelle moyenne est de 10,5 °C, avec une amplitude thermique annuelle de 13,4 °C. Le cumul annuel moyen de précipitations est de 837 mm, avec 13 jours de précipitations en janvier et 8,8 jours en juillet. Pour la période 1991-2020, la température moyenne annuelle observée sur la station météorologique la plus proche, située sur la commune de Boos à 4 km à vol d'oiseau, est de 10,9 °C et le cumul annuel moyen de précipitations est de 847,5 mm,. Pour l'avenir, les paramètres climatiques de la commune estimés pour 2050 selon différents scénarios d'émission de gaz à effet de serre sont consultables sur un site dédié publié par Météo-France en novembre 2022.

## Urbanisme

### Typologie
Au 1er janvier 2024, Belbeuf est catégorisée ceinture urbaine, selon la nouvelle grille communale de densité à sept niveaux définie par l'Insee en 2022.
Elle appartient à l'unité urbaine de Rouen, une agglomération inter-départementale regroupant 50  communes, dont elle est une commune de la banlieue,,. Par ailleurs la commune fait partie de l'aire d'attraction de Rouen, dont elle est une commune de la couronne,. Cette aire, qui regroupe 317 communes, est catégorisée dans les aires de 200 000 à moins de 700 000 habitants,.

### Occupation des sols
L'occupation des sols de la commune, telle qu'elle ressort de la base de données européenne d’occupation biophysique des sols Corine Land Cover (CLC), est marquée par l'importance des forêts et milieux semi-naturels (43,3 % en 2018), une proportion identique à celle de 1990 (43,3 %). La répartition détaillée en 2018 est la suivante : 
forêts (43,3 %), zones urbanisées (22,7 %), terres arables (14 %), eaux continentales (10,2 %), espaces verts artificialisés, non agricoles (8,5 %), prairies (1,2 %). L'évolution de l’occupation des sols de la commune et de ses infrastructures peut être observée sur les différentes représentations cartographiques du territoire : la carte de Cassini (XVIIIe siècle), la carte d'état-major (1820-1866) et les cartes ou photos aériennes de l'IGN pour la période actuelle (1950 à aujourd'hui).

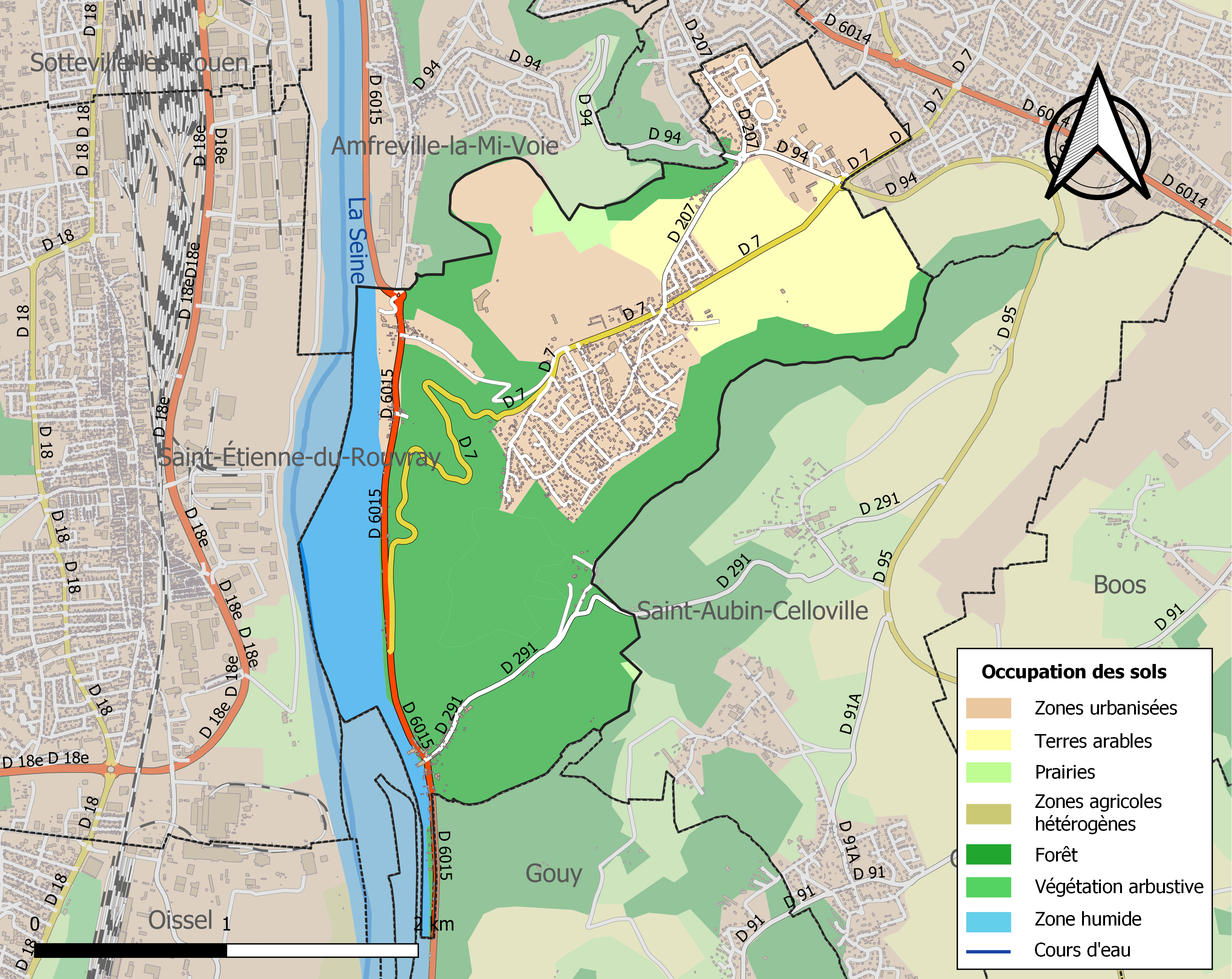
Carte des infrastructures et de l'occupation des sols de la commune en 2018 (CLC).

### Voies de communication et transports
La commune est traversée par la route départementale de Rouen à Paris, par Mantes (RD 6015).

## Toponymie
Le nom de la localité est attesté sous les formes Bellebueth en 1044 ; Bellebouf fin  du XIe siècle ; Bellebeu vers 1210 ; Bullebu, Beulebue en 1287 ; Beulleboto en 1297 ; Beulebeu en 1337 ; Beullebeuf en 1402 ; Beulebeuf en 1431 ; Bellebeuf en 1463 ; Belbeuf en 1649.
Les formes anciennes postulent un « belle beuf », c'est-à-dire l'adjectif beau au féminin suivi de l'appellatif -beuf remontant au vieux norrois both « maison »,,, comprendre l'ancien norrois de l'est bóð, variante du vieux norrois búð. François de Beaurepaire donne à both / buth le sens de « village » en ce qui concerne la Normandie.
Remarque : la forme -bueth correspond a la diphtongaison du ó long [o:] de bóð, régulière en langue d'oïl.

## Histoire
Dès le XIIIe siècle, de nombreux ermites se taillèrent des grottes dans la craie des roches de Saint-Adrien où il existe encore des maisons troglodytes. La terre de Belbeuf fut érigée en marquisat en 1719. Des vignobles y furent plantés au Moyen Âge, et employés à faire du verjus. 
La commune fusionna avec celle de Saint-Crespin-du-Becquet devenue le hameau de Saint-Adrien.

## Politique et administration
| Période                                  | Période                    | Identité               | Étiquette | Qualité                                         |
| ---------------------------------------- | -------------------------- | ---------------------- | --------- | ----------------------------------------------- |
| Les données manquantes sont à compléter. |                            |                        |           |                                                 |
| 1860                                     |                            | Marquis de Belbeuf     |           |                                                 |
| 1874                                     | 1877                       | Louis-Clément Legendre |           |                                                 |
| 1906                                     | 1908                       | Raoul de Mathan        |           |                                                 |
| 1908                                     | 1909                       | Joachim Diacre         |           |                                                 |
| 1909                                     | 1910                       | Raoul de Mathan        |           |                                                 |
| 1912                                     | 1914                       | Alexandre Morel        |           |                                                 |
| 1914                                     | 1925                       | Raoul de Mathan        |           |                                                 |
| 1925                                     | 1932                       | Célestin Anquetil      |           |                                                 |
| 1932                                     | 1934                       | Alfred Aubron          |           |                                                 |
| 1934                                     | 1944                       | Louis Marais           |           |                                                 |
| 1945                                     | mars 1959                  | Léon Beauchamp         |           |                                                 |
| mars 1959                                | mars 1971                  | Raymond Roquigny       |           |                                                 |
| mars 1971                                | mars 1977                  | Francis Patoulet       |           |                                                 |
| mars 1977                                | mars 1983                  | René Gamard            |           |                                                 |
| mars 1983                                | juin 1995                  | Antoine Frechon        | DVD       |                                                 |
| juin 1995                                | mars 2001                  | Mme Dominique Defer    |           |                                                 |
| mars 2001                                | En cours (au 10 août 2020) | Jean-Guy Lecouteux     | DVD       | Expert-comptable Réélu pour le mandat 2020-2026 |

## Population et société

### Démographie
L'évolution du nombre d'habitants est connue à travers les recensements de la population effectués dans la commune depuis 1793. Pour les communes de moins de 10 000 habitants, une enquête de recensement portant sur toute la population est réalisée tous les cinq ans, les populations de référence des années intermédiaires étant quant à elles estimées par interpolation ou extrapolation. Pour la commune, le premier recensement exhaustif entrant dans le cadre du nouveau dispositif a été réalisé en 2007.

En 2022, la commune comptait 2 257 habitants, en évolution de +5,96 % par rapport à 2016 (Seine-Maritime : +0,35 %, France hors Mayotte : +2,11 %).
| 1793 | 1800 | 1806 | 1821 | 1831 | 1836 | 1841 | 1846 | 1851 |
| ---- | ---- | ---- | ---- | ---- | ---- | ---- | ---- | ---- |
| 666  | 600  | 707  | 888  | 823  | 734  | 794  | 764  | 717  |

| 1856 | 1861 | 1866 | 1872 | 1876 | 1881 | 1886 | 1891 | 1896 |
| ---- | ---- | ---- | ---- | ---- | ---- | ---- | ---- | ---- |
| 692  | 715  | 740  | 651  | 650  | 700  | 627  | 605  | 588  |

| 1901 | 1906 | 1911 | 1921 | 1926 | 1931 | 1936 | 1946 | 1954  |
| ---- | ---- | ---- | ---- | ---- | ---- | ---- | ---- | ----- |
| 586  | 608  | 590  | 686  | 704  | 708  | 729  | 757  | 1 020 |

| 1962 | 1968  | 1975  | 1982  | 1990  | 1999  | 2006  | 2007  | 2012  |
| ---- | ----- | ----- | ----- | ----- | ----- | ----- | ----- | ----- |
| 901  | 1 240 | 1 409 | 1 681 | 1 696 | 2 032 | 2 070 | 2 075 | 1 951 |

| 2017  | 2022  | - | - | - | - | - | - | - |
| ----- | ----- | - | - | - | - | - | - | - |
| 2 201 | 2 257 | - | - | - | - | - | - | - |

### Cultes
Belbeuf appartient à la paroisse catholique Saint-Paul du Mesnil – Plateau de Boos qui fait partie du doyenné Rouen-Nord de l'archidiocèse de Rouen.

## Culture locale et patrimoine

### Lieux et monuments
- La Tour des Mutuelles Unies devenue AXA Assurances fut le berceau du numéro un mondial de l'assurance avant de siéger, à Marly-le-Roi (après la reprise de Drouot), puis avenue Matignon à Paris. La tour désaffectée dans les années 2010 a été démolie en décembre 2022.
- Son château (propriété des assurances AXA de 1958 à 2020) a été construit entre 1764 et 1780 par Jean Pierre Prosper Godart de Belbeuf, troisième marquis de Belbeuf[28].
- L'église Notre-Dame et les bois qui l'entourent.
- La vue sur la vallée de la Seine. Le parc du château abrite un colombier du XVIe siècle[29].
- La base nautique, sur la Seine, abrite le Club Canoë Kayak de Belbeuf et le Club Nautique de Belbeuf (aviron).
- La chapelle Saint-Adrien, édifice troglodytique qui surplombe la Seine, accueillait régulièrement des expositions. Elle est actuellement fermée au public.
- Le monument aux morts dû à Léon Leyritz (1920)

### Personnalités liées à la commune
- L'abbé Soury (1732-1810) y a inventé la jouvence qui porte son nom.
- Jacques Godart de Belbeuf, sixième et dernier marquis de Belbeuf, l'un des hommes les plus riches de France, époux de Sophie-Mathilde Adèle Denise de Morny (surnommée « Missy »), fille du duc de Morny.
- Missy (Mathilde de Morny) (1863-1944), épouse du précédent - grande amie de l'écrivaine Colette.
- Adrien Segers (1876-1950), peintre, habita Saint-Adrien.
- Robert Antoine Pinchon (1886-1943), peintre.
- Jacques Anquetil (1934-1987), habita la commune (Saint-Adrien) dans les années 1960.
- Claude Bébéar (1935-), administrateur français, fondateur de AXA Assurances.

### Héraldique
| Armes de Belbeuf | Les armes de la commune de Belbeuf se blasonnent ainsi : Deux écus accolés : 1. D'azur au chevron d'argent accompagné de deux molettes d'or en chef et d'une rose tigée et feuillée d'argent en pointe. 2. D'azur à la fasce d'argent surmontée d'un léopard d'or. |